# Amir Pnueli
Amir Pnueli (în ebraică אמיר פנואלי; n. 22 aprilie 1941, Nahalal, Palestina sub mandat britanic – d. 2 noiembrie 2009, New York City, New York, SUA) a fost un informatician israelian, laureat al Premiului Turing în 1996, care, conform comisiei de acordare, i-a fost conferit pentru lucrări de referință ce au introdus logica temporală în informatică și pentru remarcabile contribuții în domeniul verificării programelor și sistemelor.